# Total War: Shogun 2
Total War: Shogun 2 (с англ. — «Тотальная Война: Сёгун 2») — компьютерная игра в жанре пошаговой стратегии и военной тактики, разработанная британской компанией The Creative Assembly и издаваемая японской компанией SEGA. Feral Interactive выпустил игру для macOS 8 июля 2015 года, и для Linux — 23 мая 2017 года. Является седьмой игрой в PC-эксклюзивной серии Total War.
Игра Total War: Shogun 2 была выпущена 15 марта 2011 года эксклюзивно для PC. Одновременно игра стала доступна для скачивания через интернет-сервис цифровой дистрибуции Steam.
Total War: Shogun 2 посвящён «эпохе воюющих провинций» — периоду феодальной раздробленности Японии в XVI веке.

## Игровой процесс
Фактически геймплей игры не претерпел серьёзных изменений и является закономерной эволюцией игрового процесса всей серии Total War. В игре совмещены режимы пошаговой стратегии и тактики в реальном времени. Управление государством (в терминологии Total War — «фракция») происходит на стратегической карте в пошаговом режиме. Игрок занимается исследованиями, разведкой, экономикой, религией и другими важнейшими вопросами государства. Морские и сухопутные сражения происходят в реальном времени.
Действие игры происходит на трёх из четырёх крупнейших японских островов: Хонсю, Кюсю и Сикоку, а временные рамки охватывают период окончания Сэнгоку Дзидай. В роли даймё — лидера одной из враждующих группировок — игрок должен вести боевые действия, заниматься экономической политикой и вести дипломатическую игру, чтобы добиться главной цели игры: объединения феодальной Японии в единое государство под властью клана игрока.

### Тактический режим
Тактический режим представлен морскими и наземными сражениями в реальном времени. Сражения отличаются масштабностью; в некоторых боях может принимать участие до 5-6 тысяч человек. В игре появилась возможность совмещать морские и сухопутные сражения, высаживая десанты и пользуясь всеми преимуществами рельефа береговой линии.
При атаке одной армии на другую на стратегической карте открывается окно сражения, в котором показаны командующие обеих армий, их численный состав и примерное качественное соотношение. На данном этапе армия или флот может отступить, однако если у неё закончились пункты передвижения, она будет вынуждена принять бой. Если армия принимает бой, то вокруг неё образуется область выделенная красным цветом: любой союзный отряд попавший в эту область становится участником боя. Сражение можно завершить, автоматически подсчитав итоги.
Огромную роль в сражениях играют генералы и адмиралы. Они повышают моральный дух войск, гибель командующего очень серьёзно ослабляет натиск армии. Вокруг отряда генерала образовывается специальная зона, в которой действуют его особые способности: сбор и воодушевление армии, которое повышает точность стрельбы и качество рукопашного боя. Одним из новшеств игры является введение уникальных юнитов-героев, достигших невероятной боевой силы в результате изнурительных тренировок.

#### Наземные сражения
В сухопутных сражениях игрок командует армией. Армия делится на отряды, максимальное число отрядов — двадцать. Каждое подразделение имеет свои преимущества, недостатки, стоимость обучения и общий уровень эффективности.
Подразделения имеют определённый моральный уровень, который может увеличиваться, если битва проходит удачно, или уменьшаться при тяжёлых потерях, гибели офицеров или в случае смерти генерала.
Осады принимают в учёт архитектуру японских замков, которая отличается от своих европейских аналогов. Японские замки состоят из нескольких террас, окружённых стенами. Высота каждой террасы зависит от рельефа. В Shogun 2 нет нужды строить осадные машины, хотя в состав армии и могут входить мангонелы (катапульты) и европейские пушки, которые не могут перемещаться во время боя. Все пешие войска способны карабкаться по стенам во время штурма замка. Чтобы захватить замок совсем необязательно уничтожить всех защитников. Достаточно пробиться к центральному зданию и захватить его. Войска также могут поджечь замковые врата, чтобы иметь более прямой доступ в замок и позволить кавалерии вступить в бой с защитниками. Также, кавалерия может спешиться чтобы залезть на стены. Крепостные башни могут быть захвачены во время штурма, как и различные здания присутствующие за стенами замка. Например, захват фермы повышает выносливость армии в этой битве, тогда как захват додзё лучников пополняет запасы стрел и амуниции.
В «Shogun 2» разработчики вернули подбадривающие речи генералов перед боем. Все речи — на японском с субтитрами. В ней по возможности максимально точно описывается ситуация: кто противник, количество обеих армий, честь вражеского даймё, качества своего клана и т. п.

### Стратегический режим
Стратегический режим игры заимствует множество идей из предыдущих частей. Игроку предоставляется карта Японии, разделённая на множество провинций, и окружающие её моря. Поначалу, игрок может видеть только свою изначальную провинцию, тогда как всё об остальных провинциях скрыто. Большинство построек находятся за пределами замка, что позволяет врагу разрушать их не нападая на защищённые укрепления. По мере улучшения замка, игрок получает доступ к дополнительным строительным ячейкам, хотя в одном замке нельзя построить все возможные здания, что требует специализации провинций от игрока. Например, в одной провинции можно построить всего два додзё (или другие аналогичные здания). Если построить додзё лучников и конюшню, то игрок получит возможность нанимать не только лучников и кавалерию, но ещё и конных лучников. В некоторых провинциях есть дополнительные ресурсы, которые дают преимущество владельцу. Например, присутствие лошадей в провинции позволяет игроку нанимать более эффективную кавалерию в этой провинции, тогда как присутствие каменоломни позволяет строительство каменных замков. Восполнение потерь использует систему «Napoleon», где войска сами пополняются каждый ход в зависимости от линий снабжения, но это требует присутствия генерала.
Дипломатия совершается без помощи специальных персонажей-дипломатов и является несколько более развитой, чем в предыдущих частях. Например, чтобы заключить союз с другим кланом, даймё этого клана может потребовать сына даймё игрока как залог верности. Это можно делать только если сын ещё несовершеннолетний. Если игрок не разорвал союз за два года (восемь ходов), то сын возвращается в целости и сохранности. Также можно выдавать дочь даймё замуж для улучшения отношений между кланами или требовать дочь даймё другого клана. Однако, после завоевания игроком 15 провинций и статуса «легендарный» дипломатия, как таковая, в игре отключается: все нейтральные кланы и сёгунат Асикага объявляют игроку войну, а оставшиеся союзные и вассальные вступают в неё через несколько ходов. Игрок оказывается в полной дипломатической изоляции. Попытка заключить мир и/или союз будет успешной если дать большой выкуп, но ценность этого мероприятия сомнительна, так как на следующий ход этот клан снова объявит вам войну.
Как и в «Empire» и «Napoleon», на карте присутствуют места, позволяющие торговым кораблям устанавливать торговлю с другими народами, не присутствующими в игре: деревни айнов (железо), племена чжурчжэней (лошади), королевство Корея (хлопок), Китайская империя (шёлк), вьетнамские воеводы (благовония) и индонезийские султанаты (благовония). Кроме войск, игрок также может нанимать монахов/миссионеров, ниндзя и мацукэ для выполнения различных заданий. Монахи (синто-буддизм) либо миссионеры (христианство) занимаются пропагандой и могут отрицательно повлиять на вражескую армию либо провинцию; они также могут обратить вражеского персонажа (не генерала) на свою сторону. Ниндзя занимаются саботажем и убийством персонажей. Мацукэ являются шпионами, но также могут и арестовывать других персонажей. По мере исполнения своих обязанностей (даже если не всегда успешно), персонажи получают опыт и повышаются по уровню, что позволяет игроку выбрать новые качества для них.
Система генералов также является более развитой. Чтобы убедиться в лояльности генерала, его можно назначить на высокий административный пост (что, однако, не мешает ему воевать) либо принять в семью (это может дойти до абсурда, когда приёмный сын годится в отцы своему отцу). Генералы теперь получают опыт во время боя. Получив достаточно опыта, становится возможным дать им определённые качества из ветви развития и нанять помощников. В предыдущих частях, всё это осуществлялось автоматически. В отличие от предыдущих частей, генералов в «Shogun 2» нельзя нанять или повысить. Они сами предлагают свои услуги даймё время от времени.
Максимальный уровень для персонажей и генералов — 6.
Игрок также занимается изучением/мастерством различных искусств, которые являются аналогами новых технологий в «Empire» и «Napoleon», с той лишь разницей, что клан может изучать не более одного искусства одновременно. На скорость изучения влияют количество провинций, размеры замков, качества генералов, а также множество случайных событий. Существует две ветви искусств: военная (бусидо) и мирная (ки). В отличие от технологий предыдущих частей, мастерство искусств не требует присутствия определённых зданий.
Чтобы глава клана (Даймё) стал сёгуном, клану необходимо захватить и удержать Киото, а также необходимое количество провинций.

## Кланы
В начале кампании игроку даётся выбор из девяти (десяти в Limited Edition версии) кланов, каждый из которых имеет определённые преимущества и недостатки. Остальные провинции принадлежат прочим кланам, которые ведут такую же деятельность по захвату Японии.
- Тёсокабэ — повышенный доход от крестьянских хозяйств, пониженная стоимость найма и содержания лучников, возможность нанимать опытных лучников. Стартовая провинция: Тоса.
- Датэ — бонус к натиску отрядов, пониженная стоимость найма и содержания самураев с нодати, возможность нанимать опытных самураев с нодати. Стартовая провинция: Ивате.
- Мори — увеличенная дистанция перемещения кораблей на стратегической карте, пониженная стоимость строительства и содержания кораблей, возможность нанимать опытные корабли. Стартовая провинция: Аки.
- Ходзё — более дешёвые замки, пониженная стоимость строительства и содержания осадных отрядов, возможность нанимать опытные осадные отряды. Стартовые провинции: Идзу и Сагами.
- Ода — повышенный боевой дух асигару, пониженная стоимость найма и содержания асигару. Стартовая провинция: Овари.
- Симадзу — повышенная преданность всех военачальников, пониженная стоимость найма и содержания самураев с катанами, возможность нанимать опытных героев с катанами и самураев с катанами. Стартовая провинция: Сацума.
- Такэда — повышенный боевой дух кавалерии, пониженная стоимость найма и содержания кавалерии, возможность нанимать опытную кавалерию. Стартовая провинция: Каи.
- Токугава — более эффективные мэцукэ, улучшение дипломатических отношений, пониженная стоимость найма и содержания мэцукэ, возможность нанимать опытных кисё-ниндзя. Стартовая провинция: Микава.
- Уэсуги — более эффективные монахи, повышенная прибыль с торговли, пониженная стоимость найма и содержания сохэев (монахи-воины), возможность нанимать опытных сохэев. Стартовая провинция: Этиго.
- Хаттори (Limited Edition) — более эффективные ниндзя, особые войска лучше скрываются на поле боя, особые войска обучаются технике кисё. Стартовая провинция: Ига.
- Икко-Икки (The Ikko Ikki Clan Pack) — клан воинственных монахов, особый вид монаха (монах Икко-Икки) с собственным древом способностей. Стартовая провинция: Кага.
- Отомо (Otomo Clan Pack) — христианский клан. Имеет доступ к португальским наёмникам и вооружениям. Стартовая провинция: Бунго.

## Типы издания

### Коллекционное издание
Содержит:
- 2 диска с игрой
- Код активации
- Код техподдержки
- Дополнительный контент
- Руководство пользователя
- Карта Японии на шёлке
- Артбук

## Игровой движок
В игре Total War: Shogun 2 используется модифицированный движок игр Napoleon: Total War и Empire: Total War под названием Warscape. Он использует API DirectX 9 и элементы DirectX 10 и DirectX 11. Графический движок поддерживает шейдерную модель версии 2.0, 3.0, 4.0, 4.1, 5.0. Серьёзно обновлена и оптимизирована графическая составляющая движка; добавлена поддержка различных специальных эффектов.
В сухопутных сражениях была увеличена максимальная численность отрядов — теперь одна сторона может выставить на поле боя максимум 40 отрядов.

## Дополнения

### The Ikko Ikki Clan Pack
Дата выхода: 26 мая 2011
Клан Икко-Икки «Боевые Монахи»
- Новый клан для игры в режиме кампании и онлайн-сражениях
- Восемь особых юнитов для клана Икко-Икки
- Новые древа умений и достижения в Steam
- Новые монахи Икко-Икки с особым древом умений

Дополнение Икко-Икки также включает:
- Монахини-воительницы — могут быть наняты в любом клане, кроме Икко-Икки
- Новый герой — сохэй с нагинатой
- Новое историческое сражение — Нагасима (Икко-Икки против Ода)
- Броня Икко-Икки для Аватара — включает шлем, рясу и поножи
- Новые слуги для Аватара

### Sengoku Jidai Unit Pack
Дата выхода: 28 июля 2011
Набор «Сэнгоку дзидай» добавляет 10 новых элитных видов войск для различных режимов игры SHOGUN 2.

### Rise of the Samurai
Дата выхода: 27 сентября 2011
Дополнение включает новую кампанию, посвящённую периоду войны Гэмпэй и становлению первого сёгуната в Японии. В новой кампании играбельны три самых влиятельных семьи того времени: Тайра, Минамото и Фудзивара. При этом каждая семья разделена на два дома, каждый со своими особенностями. Дизайн стратегической карты кампании был полностью переработан, а также было добавлено 4 новых агента.

### The Hattori Clan Pack
Дата выхода: 30 ноября 2011
Набор «Хаттори» содержит четыре дополнения, которые ранее были доступны лишь в коллекционном издании Total War: SHOGUN 2.
- Дом Хаттори — основатели Ига-рю ниндзюцу, уникальной школы боевых искусств, обучение в которой сочетает навыки рукопашного боя, шпионажа и приёмы тайных убийств. Новый дом доступен как в одиночной, так и в коллективной кампании, пользовательском сражении и сетевых битвах. В него входят отборные отряды ниндзя, в совершенстве владеющие своим мастерством.
- Битва при Нагасино (исторический сценарий): в 1575 г. союзные дома Ода и Токугава бросают вызов легендарному дому Такэда. В ходе реальных исторических событий они одержали блистательную победу. Но, как и во всех играх серии Total War, исход сражения в ваших руках. Сыграв за один из японских домов, вы можете повторить историю… или переписать её!
- Особая броня для вашего героя — ваш военачальник будет великолепно выглядеть в этом комплекте доспехов на поле боя, а в его окружении появится новый спутник, именуемый Дурное Предзнаменование, который понижает боевой дух вражеских асигару (пехоты), что даёт вам бесценное преимущество в сетевых сражениях.
- Запас опыта — начните игру, создав военачальника более высокого уровня — он сразу же получит одно очко усовершенствования, которое можно израсходовать на приобретение навыков или особенностей.

### Blood Pack
Дата выхода: 30 ноября 2011
Дополнение «Blood Pack» позволит насладиться вам новыми кровавыми графическими эффектами во время битв в реальном времени.

### Fall of the Samurai
Основная статья: Total War: Shogun 2 - Fall of the Samurai
23 марта 2012 года вышло полноценное дополнение к игре под названием Total War: Shogun 2 — Fall of the Samurai (англ. Тотальная Война: «Сёгун 2» — Закат самураев).
Дополнение Fall of the Samurai рассказывает о трагических событиях в Японии XIX века: Войне Босин, падении Сёгуната Токугава и Реставрации Мэйдзи.

## Разработка и поддержка игры

### Хронология разработки оригинальной игры
Игра была официально анонсирована компанией SEGA 3 июня 2010 года, одновременно был продемонстрирован первый ролик, не содержащий фрагментов геймплея (тизер).
8 июня 2010 года было опубликовано интервью главного дизайнера игры Джеймса Рассела (англ. James Russell), в котором он подробно рассказал о ключевых особенностях игры.
16 июня 2010 года игра демонстрировалась в закрытом режиме на игровой выставке Е3 2010. В частности, были представлены некоторые детали геймплея игры и несколько новых скриншотов.
30 июля 2010 года вышел первый геймплейный трейлер игры, построенный на движке Warscape. В частности, в ролике была продемонстрирована высадка морского десанта и битва у замка.
22 февраля 2011 года в сети Steam появилась демо-версия игры. В демоверсии доступна обучающая кампания (с рядом ограничений) и одно историческое сражение — битва при Сэкигахара.
15 марта 2011 года полная версия игры стала доступна для покупки.

### Хронология выпуска DLC и обновлений после релиза
26 мая 2011 года — выход The Ikko Ikki Clan Pack.
28 июля 2011 года — выход Sengoku Jidai Unit Pack.
27 сентября 2011 года — выход Rise of the Samurai.
30 ноября 2011 года — выход The Hattori Clan Pack и Blood Pack.

## Отзывы
| Сводный рейтинг       | Сводный рейтинг     |
| Агрегатор             | Оценка              |
| --------------------- | ------------------- |
| GameRankings          | 89,42 %             |
| Metacritic            | 90/100 (53 reviews) |
| Иноязычные издания    |                     |
| Издание               | Оценка              |
| 1UP.com               | A                   |
| Eurogamer             | 9/10                |
| GameSpot              | 9/10                |
| IGN                   | 9/10                |
| Русскоязычные издания |                     |
| Издание               | Оценка              |
| Absolute Games        | 84/100              |
| «PC Игры»             | 9,0/10              |
| PlayGround.ru         | 9,0/10              |
| «Домашний ПК»         | [ 20 ]              |
| «Страна игр»          | 8,0/10              |
| Игромания             | 8,5                 |
| itc.ua                | 4,5 / 5             |

Игра победила в номинации «Стратегия года» (2011) журнала «Игромания».
Total War: SHOGUN 2 получила премию BAFTA в области игр 2012 года в номинации «Strategy».